# Línea 10 (TUVISA)
La Línea 10 de TUVISA de Vitoria une el oeste y el este de la ciudad mediante el centro de la misma. 

## Características
Esta línea conecta el Barrio de Aldaia en el oeste de Vitoria con el de Larrein que se encuentra en la zona este de la ciudad.
La línea entró en funcionamiento a finales de febrero de 2015, para sustituir parte del recorrido de la Lanzadera Aldaia. En 2017 extendió su recorrido al barrio de Salburua.

### Frecuencias
| de lunes a viernes laborables |        |
| 5:50, 6:20                    |        |
| de 6:50 a 21:20               | 10 min |
| 21:40, 21:50, 22.00, 22:10    |        |
| sábados laborables            |        |
| de 7:00 a 23:00               | 15 min |
| domingos y festivos           |        |
| de 8:00 a 22:00               | 20 min |
| 22:15                         |        |
| laborables agosto             |        |
| 6:20                          |        |
| de 6:45 a 21:30               | 15 min |
| 22:00, 22:10                  |        |

| de lunes a viernes laborables |        |
| 5:50, 6:20                    |        |
| de 6:50 a 21:30               | 10 min |
| 21:50, 22:00, 22:10           |        |
| sábados laborables            |        |
| de 6:50 a 22:50               | 15 min |
| domingos y festivos           |        |
| de 8:00 a 22:00               | 20 min |
| 22:10                         |        |
| laborables agosto             |        |
| 6:10                          |        |
| de 6:50 a 21:50               | 15 min |

## Recorrido

### Recorrido de Ida
La Línea comienza su recorrido en la Avenida de las Naciones Unidas, junto al Bulevar de Mariturri. Gira a la izquierda por la Avenida del Mediterráneo y después a la derecha por la Calle Madre Teresa de Calcuta. Tras un giro a la derecha, pasa por la Calle Miren Martínez Sáez del Burgo, Senda Valentín de Berriotxoa y Calle Pintor Teodoro Dublang. Gira a la izquierda por la Calle Juan Ángel Sáez y Calle Pintor Díaz de Olano. Entra primero en la Calle Abendaño y después a la Calle Adriano VI. En la Plaza de Lovaina, la Línea entra en el centro de Vitoria por Calle Magdalena, Prado, Plaza de la Virgen Blanca, Mateo Moraza, Calle Olaguíbel, Calle Paz y Calle Rioja. Esta última vía le lleva a desembocar en la Calle Manuel Iradier. Tras pasar el puente San Cristóbal sobre las vía férrea gira a la izquierda y entra en la Calle Heraclio Fournier. Desde aquí accede a Venta la Estrella. En la Plaza Guillermo Elio realiza el giro completo para después acceder a la Calle Antonio Amat Maíz. Tras pasar el ferrocarril por un paso subterráneo, gira ala izquierda por el Paseo de la Ilíada, dónde se encuentra el final del recorrido de Ida, y la parada terminal.

### Recorrido de Vuelta
El recorrido comienza en la parada terminal de la Ilíada. Tras realizar el cambio de sentido, gira a la derecha, para tras pasar el ferrocarril por un paso subterráneo, seguir por la Calle Antonio Amat Maíz, Plaza Guillermo Elio y Calle Venta la Estrella hasta girar a la derecha por el Paseo de la Zumaquera. Aquí gira a la derecha y accede primero a la Calle Alberto Schommer y después a la Calle Nieves Cano y Castro Urdiales, que le lleva a la Calle Los Herrán. En la Calle Jesús Guridi la línea vuelve al centro de la ciudad y en esta ocasión pasa por la Calle Independencia, General Álava, Becerro de Bengoa y Cadena y Eleta (Catedral) . Desde este punto se dirige a la Calle Mikaela Portilla, Pintor Teodoro Dublang, Senda Valentín de Berriotxoa y Calle Miren Martínez Sáez del Burgo. Gira a la izquierda por la calle Madre Teresa de Calcuta primero y después Avenida del Mediterráneo. La línea gira a la derecha por Avenida de las Naciones Unidas donde retorna a su punto inicial, la parada terminal de Aldaia.

### Barrios atendidos
Esta línea atiende los siguientes barrios y zonas de Vitoria.
- Zabalgana - Aldaia
- Zabalgana
- San Martín
- Aranzabal
- Lovaina
- Ensanche
- Casco Histórico
- Desamparados
- Adurza-San Cristóbal
- Judimendi
- Esmaltaciones-Olarizu
- Polígono Industrial de Oreitiasolo
- Errekaleor
- Salburua - Izarra
- Salburua - Larrein
- Salburua

## Paradas
| KBHFa |

| HST |

| HST |

| HST |

| STRo |

| HST |

| SBRÜCKE |

| HST |

| HST |

| HST |

| HST |

| HST |

| HST |

| HST |

| HST |

| STRo |

| HST |

| HST |

| HST |

| HST |

| HST |

| HST |

| HST |

| SBRÜCKE |

| KBHFe |

| KBHFa |

| HST |

| HST |

| HST |

| STRo |

| HST |

| SBRÜCKE |

| HST |

| HST |

| HST |

| HST |

| HST |

| HST |

| HST |

| HST |

| STRo |

| HST |

| HST |

| HST |

| HST |

| HST |

| HST |

| HST |

| SBRÜCKE |

| KBHFe |

| KBHFa |

| HST |

| HST |

| HST |

| STRo |

| HST |

| SBRÜCKE |

| HST |

| HST |

| HST |

| HST |

| HST |

| HST |

| HST |

| HST |

| STRo |

| HST |

| HST |

| HST |

| HST |

| HST |

| HST |

| HST |

| SBRÜCKE |

| KBHFe |

| KBHFa |

| HST |

| HST |

| HST |

| STRo |

| HST |

| SBRÜCKE |

| HST |

| HST |

| HST |

| HST |

| HST |

| HST |

| HST |

| HST |

| STRo |

| HST |

| HST |

| HST |

| HST |

| HST |

| HST |

| HST |

| SBRÜCKE |

| KBHFe |

| KBHFa |

| SBRÜCKE |

| HST |

| HST |

| HST |

| HST |

| HST |

| HST |

| HST |

| STRo |

| HST |

| HST |

| HST |

| HST |

| HST |

| HST |

| SBRÜCKE |

| HST |

| STRo |

| HST |

| HST |

| HST |

| KBHFe |

| KBHFa |

| SBRÜCKE |

| HST |

| HST |

| HST |

| HST |

| HST |

| HST |

| HST |

| STRo |

| HST |

| HST |

| HST |

| HST |

| HST |

| HST |

| SBRÜCKE |

| HST |

| STRo |

| HST |

| HST |

| HST |

| KBHFe |

| KBHFa |

| SBRÜCKE |

| HST |

| HST |

| HST |

| HST |

| HST |

| HST |

| HST |

| STRo |

| HST |

| HST |

| HST |

| HST |

| HST |

| HST |

| SBRÜCKE |

| HST |

| STRo |

| HST |

| HST |

| HST |

| KBHFe |

| KBHFa |

| SBRÜCKE |

| HST |

| HST |

| HST |

| HST |

| HST |

| HST |

| HST |

| STRo |

| HST |

| HST |

| HST |

| HST |

| HST |

| HST |

| SBRÜCKE |

| HST |

| STRo |

| HST |

| HST |

| HST |

| KBHFe |